# Mayor Martín Urbieta
Mayor Martín Urbieta (también conocido como Cruce Mayor Urbieta o Cruce a Puerto Casado) es una pequeña localidad paraguaya del Departamento de Alto Paraguay ubicada en el kilómetro 111 de la ruta PY15 "Bioceánica", a unos 602 km de Asunción.
En la actualidad la localidad tiene unos 35 habitantes y forma parte del municipio de Puerto Casado, ubicado a unos 89 km de distancia.

## Toponimia
Su nombre es en honor a Martín Urbieta (1824 - 1881) un destacado militar paraguayo que combatió en la Guerra de la Triple Alianza, destacándose su participación en la Campaña del Mato Grosso, donde gracias al empleo de guerra de guerrillas, tierra quemada, tácticas de hostigamiento, guerra psicológica y emboscadas infringió numerosas bajas al ejército brasileño, que a pesar de ser superiores en número se tuvieron que retirar, en la conocida como Retirada de Laguna. Luego, Urbieta siguió combatiendo hasta el final de la guerra, cuando cayó como prisionero en la zona de Cerro Corá.
Martín Urbieta es recordado popularmente con el rango de mayor, aunque en realidad llegó a ascender a teniente coronel cuando fue nombrado Comandante de Mbotetey.
Su otro nombre de Cruce a Puerto Casado es debido a que la localidad se encuentra en el cruce donde se encuentra el desvío (actualmente de tierra) que va a Puerto Casado desde la ruta PY15 "Bioceánica".